# スティーヴン・ケイプル・ジュニア
スティーヴン・ケイプル・ジュニア（Steven Caple Jr.、1988年2月16日 - ）は、アメリカ合衆国の映画監督、プロデューサー、脚本家。

## 経歴
2013年、学生時代に制作した映画『A Different Tree』がHBOのショートフィルム・コンペティションで受賞したことで、ブレイクを果たした。
長編映画デビュー作『The Land』は、2016年のサンダンス映画祭でプレミア上映され、IFCフィルムズに買い取られた。2016年7月29日に公開され、The Playlistによって2016年にブレイクした監督ベスト25の一人に選ばれた。

## フィルモグラフィ
| 年   | 題名                                                             | 備考 |
| ---- | ---------------------------------------------------------------- | ---- |
| 2016 | The Land                                                         | 監督 |
| 2018 | クリード 炎の宿敵 Creed Ⅱ                                        | 監督 |
| 2023 | トランスフォーマー/ビースト覚醒 Transformers: Rise of the Beasts | 監督 |